# Rudolf Höhnl
Rudolf Höhnl (né le 21 avril 1946) est un ancien sauteur à ski tchèque.

## Palmarès

### Jeux Olympiques
| Épreuve / Édition | Grenoble 1968 | Sapporo 1972 | Innsbruck 1976 |
| Petit Tremplin    |               | 29e          | 16e            |
| Grand Tremplin    | 12e           |              | 34e            |

### Championnats du monde
| Épreuve / Édition | Vysoke Tatry 1970 | Falun 1974 |
| Petit Tremplin    | 4e                |            |
| Grand Tremplin    |                   | Bronze     |

### Championnats du monde de vol à ski
| Épreuve / Édition | Oberstdorf 1973 |
| Individuel        | 5e              |